# Stigmatophragmia sassafrasicola
Stigmatophragmia sassafrasicola är en svampart som beskrevs av Tehon & G.L. Stout 1929. Stigmatophragmia sassafrasicola ingår i släktet Stigmatophragmia och familjen Micropeltidaceae.   Inga underarter finns listade i Catalogue of Life.